# William Temple (Politiker)

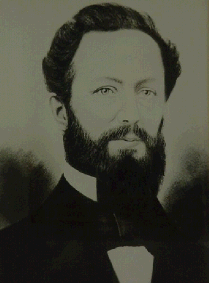
William Temple

William Temple (* 28. Februar 1814 im Queen Anne’s County, Maryland; † 28. Mai 1863 in Smyrna, Delaware) war ein US-amerikanischer Händler und Politiker. Er gehörte zunächst der Whig Party an und wechselte später zur Demokratischen Partei.

## Leben
William Temple schloss seine Schulausbildung in Maryland ab und zog dann nach Smyrna in Delaware, wo er eine kaufmännische Laufbahn einschlug. 1844 war er Abgeordneter im Repräsentantenhaus von Delaware, von 1845 bis 1854 dann Mitglied des Senats von Delaware. Diesem stand er als Präsident vor, als Gouverneur Joseph Maull am 3. Mai 1846 starb. Wie zuvor Maull selbst nach dem Tod seines Vorgängers Thomas Stockton musste nun Temple in das höchste Staatsamt aufrücken, das er bis zum 19. Januar 1847 innehatte.
Später wurde William Temple ins Repräsentantenhaus der Vereinigten Staaten in Washington gewählt. Bevor er sein Mandat offiziell wahrnehmen konnte, starb er jedoch. Die Nachwahl um den Sitz gewann der Republikaner Nathaniel B. Smithers.